# Glaspalast Augsburg

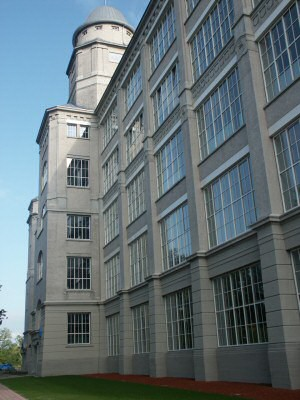
Nordfront des Glaspalastes

Der Glaspalast ist ein Industriedenkmal in Augsburg, welches 1910 als vierte und letzte Ausbaustufe (Werk IV: Aumühle) der Mechanischen Baumwollspinnerei und Weberei Augsburg (SWA) in Betrieb genommen wurde. Er liegt an der nach dem ersten großen Firmenleiter der SWA benannten Otto-Lindenmeyer-Straße (früher Gabenstraße). Die Produktion endete 1988 mit dem Konkurs der Firma. Das Bauwerk war zeitweise im Besitz der Stadt Augsburg und wurde 1999 an Ignaz Walter verkauft. Als Refinanzierung der Renovierung wurde hierbei der Abriss der Weberei-Shedhallen des Werkes gestattet. Dieses Neubaugebiet wird heute als Aumühle bezeichnet, wodurch der ehemalige Werkname fortlebt.
Der Glaspalast wird heute überwiegend kulturell genutzt. Im Erdgeschoss befindet sich Zentrum für Gegenwartskunst, das zu den Kunstsammlungen und Museen Augsburg gehört und auf knapp 3.000 m² überwiegend wechselnde Ausstellungen zeigt. Im 1. Stock präsentiert das privat geführte Kunstmuseum Walter, die Sammlung moderner und zeitgenössischer Kunst des 2023 verstorbenen Bauunternehmers Ignaz Walter in einer Dauerpräsentation. Ferner finden sich im Glaspalast auch die Galerie Noah, der BBK Schwaben-Nord und Augsburg e. V. sowie eine Vielzahl an Mietenden verschiedener Branchen, und das Restaurant La Tavernetta.

## Bauwerk

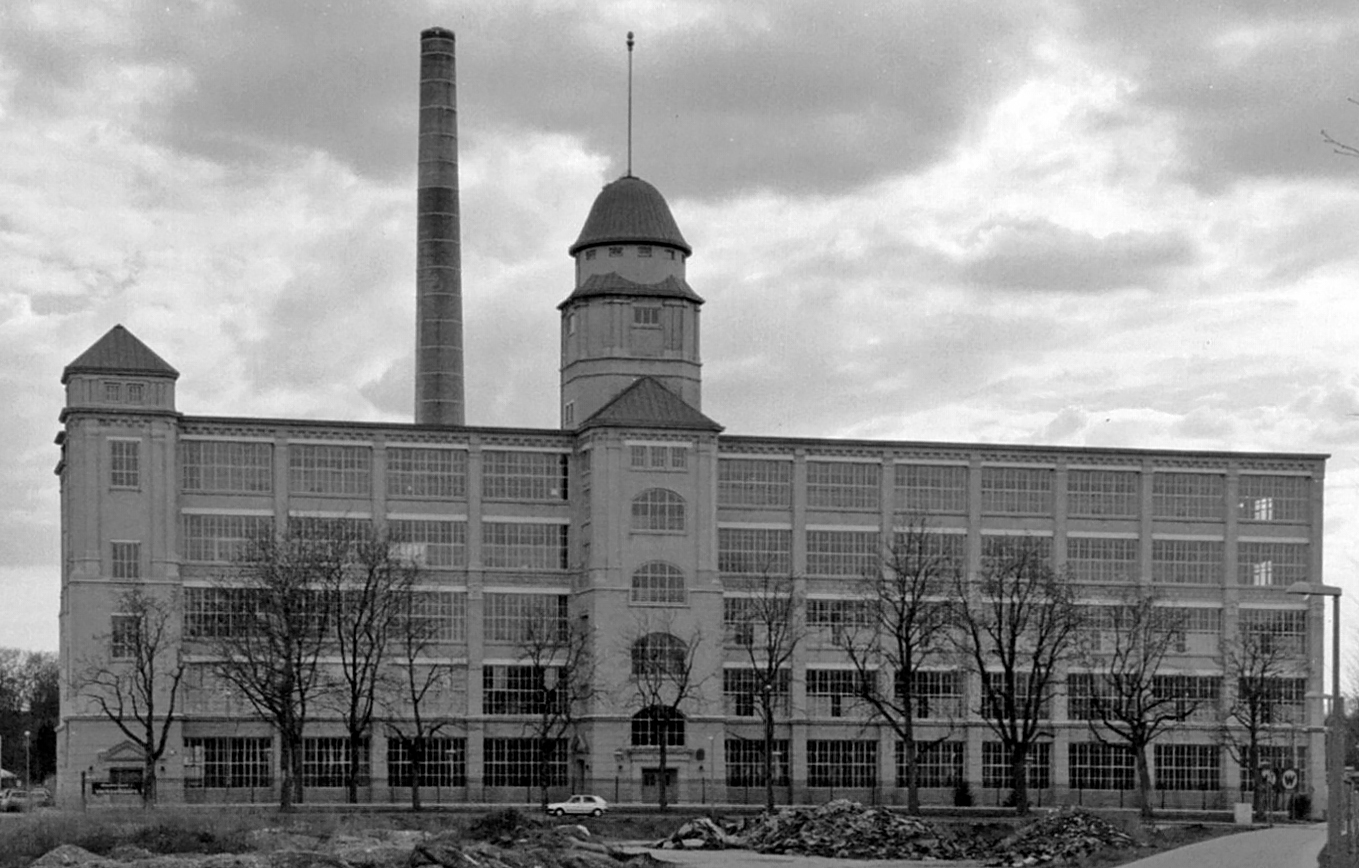
Nordfassade des Glaspalasts

Das Werk IV (Werk Aumühle) wurde vom Bauunternehmen Thormann & Stiefel AG, das später in der Walter-Bau aufging, nach Plänen des Stuttgarter Architekten Philipp Jakob Manz in nur neun Monaten erbaut. Es handelt sich um einen frühen deutschen Stahlskelettbau mit fünf Geschossen und 13 Fensterachsen an der Längsseite. Die großflächig und vor allem allseitig durchfensterten Fassaden gaben dem Gebäude seinen Namen. Manz verwirklichte hierbei das Prinzip der Tageslichtfabrik im Geschossbau. Umfangreiche Berechnungen des Architekten zu Lichteinfall und Lichtstreuung gingen dem Entwurf voraus, immerhin sollten Raumtiefen von 45 Metern ausgeleuchtet werden.
Charakteristisch sind mehrere Risalite: das östliche Treppenhaus als Eckrisalit, der südlich davon gelegene Staubturm (auf der Abbildung der Nordfassade nicht zu sehen) und das als Hauptakzent die Nordfront teilende Treppenhaus mit dem dreigeschossig aufgebauten Sprinklerturm mit Glockenhaube und Fahnenstange. Diese Seite wirkt asymmetrisch, da rechts ein Turmabschluss fehlt und das Treppenhaus den Bau nicht mittig teilt. Auffällig ist auch die nahezu fensterlose Westfront. Beides sind die Folgen einer bereits im Entwurf vorgesehenen baulichen Erweiterung, die jedoch auf Grund der wirtschaftlichen Entwicklung der SWA nie ausgeführt wurde.
Im Gegensatz zu den älteren Bauten des Unternehmens (Werk I–III) liegt der Glaspalast an keinem der Augsburger Kanäle, auf Wasserkraft wurde hier verzichtet. Die Energie lieferte eine Dampfmaschine (erbaut von der MAN) von zunächst 2500 PS (1850 kW), später 5000 PS (3700 kW). Die Maschine trieb durch den Seilgang die Stockwerks-Transmissionen an. In den 1950er Jahren wurde auf elektrischen Einzelantrieb der Spinnmaschinen umgestellt.
An den Kosten der 2006 abgeschlossenen Sanierung des Industriedenkmals beteiligte sich die Stadt Augsburg mit rund 1 Mio. Euro und der Freistaat Bayern mit rund 900.000 Euro. Die Museumsräume sind vom Eigentümer des Komplexes, dem Bauunternehmer Ignaz Walter, gemietet.

## Geschichte
Nach seiner Fertigstellung im Jahr 1910 diente der Glaspalast als Baumwollspinnerei. Ende der 1980er Jahre reagierte die SWA nicht auf die Veränderungen in der Textilindustrie und erkannte nicht, dass die Produktion im Ausland kostengünstiger erfolgen konnte. Die Stadt Augsburg unternahm im Jahr 1987 den Versuch, durch Erwerb des Gebäudes für 14 Millionen DM die wirtschaftliche Situation des Unternehmens zu stabilisieren und damit Arbeitsplätze zu retten. Der Konkurs 1988 konnte jedoch nicht verhindert werden.
Das Gebäude wurde 1989 an einen Immobilienkaufmann veräußert, jedoch nach Uneinigkeiten über die Erschließung für Einzelhandelszwecke von der Stadt wieder zurückgenommen. Danach gab es mancherlei Nutzungskonzepte für das Industriedenkmal. So scheiterte ein Versuch des Oberbürgermeisters Peter Menacher, das Gebäude Lothar-Günther Buchheim als Standort für das von ihm geplante Museum der Phantasie anzubieten. 1997 gründete sich in Augsburg ein Verein zur Errichtung eines Textilmuseums, der den Glaspalast hierfür ins Gespräch brachte.
Im Jahr 1999 kaufte der Bauunternehmer Ignaz Walter für 10,3 Millionen DM das Gebäude von der Stadt. Er wollte das Objekt als Zentrum für Kultur und Medien gestalten, wobei das Erdgeschoss für das Textilmuseum noch geraume Zeit im Gespräch blieb, bis sich die Stadt zu dessen Einrichtung auf dem ehemaligen Gelände der Augsburger Kammgarn-Spinnerei (AKS) durchrang. 2002 eröffnete der Eigentümer seine private Kunstsammlung im neuen Museum Walter und die Galerie Noah ließ sich in der Baulichkeit nieder. Im Jahr 2006 wurde das gegenwärtige Nutzungskonzept realisiert.